# Lepilni trak
Lepilni trak (tudi samolepilni trak, pogovorno selotejp) je fleksibilen plastični trak, krožno zvit na trši plastični ali kartonasti osnovi okrogle oblike in na eni ali obeh straneh prekrit z lepilom. Ponavadi je prozorne barve, obstajajo pa lepilni trakovi drugih barv - odvisno od njihove uporabe.
Pisarniški lepilni trakovi so manjšega premera in tudi ožji, z njimi si pomagamo pri lepljenju navadnega pisarniškega papirja ali pri zavijanju daril.
Poleg pisarniškega poznamo tudi druge vrste lepilnih trakov:
- trakovi za lepljenje trših materialov, kot je karton ipd., se uporablja močnejši lepilni trak, ki je širši in močnejši od pisarniškega. Po navadi je rjave ali srebrne barve.
- trakovi za prekrivanje fug
- trakovi za mokro lepljenje
- trakovi za zunanjo uporabo, ki so prilagojeni za velike temperaturne spremembe
- tesnilni lepilni trakovi
- trakovi s steklenimi vlakni, ki se uporabljajo v modelarstvu